# Gaia Weiss
Gaia Weiss (Paris, 30 de agosto de 1991) é uma atriz e modelo francesa.

## Vida e carreira
Gaia Weiss é filha de pais com raízes franco-polonesa. Com três anos de idade começou ballet e teatro na Academia de Música e Arte Dramática de Londres, formando-se nessa em 1999.
Foi em 2013 no filme italiano Branca como o leite, vermelha como o sangue e no drama suíço Mary Queen of Scots que ela tornou-se internacionalmente conhecida e em 2014  interpretando Hebe ao lado de Hercules (Kellan Lutz) no filme de ação The Legend of Hercules. No mesmo ano, ela foi premiada com o papel de apoio de Porunn na série de televisão canadense-irlandês Vikings.

## Filmografia
- 2013: Branca como o leite, vermelha como o sangue
- 2013: Mary Queen of Scots
- 2014: The Legend of Hercules
- 2014: Vikings (TV series)